# دستي جونسون
دستي جونسون هو سياسي أمريكي، ولد في 30 سبتمبر 1976 في بيير في الولايات المتحدة. نشط حزبياً في الحزب الجمهوري. وقد انتخب عضو مجلس النواب الأمريكي ‏ عن دائرة الدائرة الانتخابية الشاملة لداكوتا الجنوبية ‏ خلال فترته النيابية ‏ (2019 – ).

## وصلات خارجية
- الموقع الرسمي